# Квета Петржичкова
Квета Петржичкова (чеськ. Květa Petříčková, 17 липня 1952) — чеська хокеїстка на траві.
Срібна призерка Олімпійських Ігор 1980 року.